# Pseudocorus usambaricus
Pseudocorus usambaricus är en skalbaggsart som beskrevs av Stefan von Breuning 1960. Pseudocorus usambaricus ingår i släktet Pseudocorus och familjen långhorningar. Inga underarter finns listade i Catalogue of Life.